# Záhumenice
Záhumenice je přírodní památka poblíž obce Strání v okrese Uherské Hradiště ve Zlínském kraji.

## Předmět ochrany
Důvodem ochrany je zachovalé luční prameniště s typickými vlhkomilnými společenstvy.

## Fotogalerie

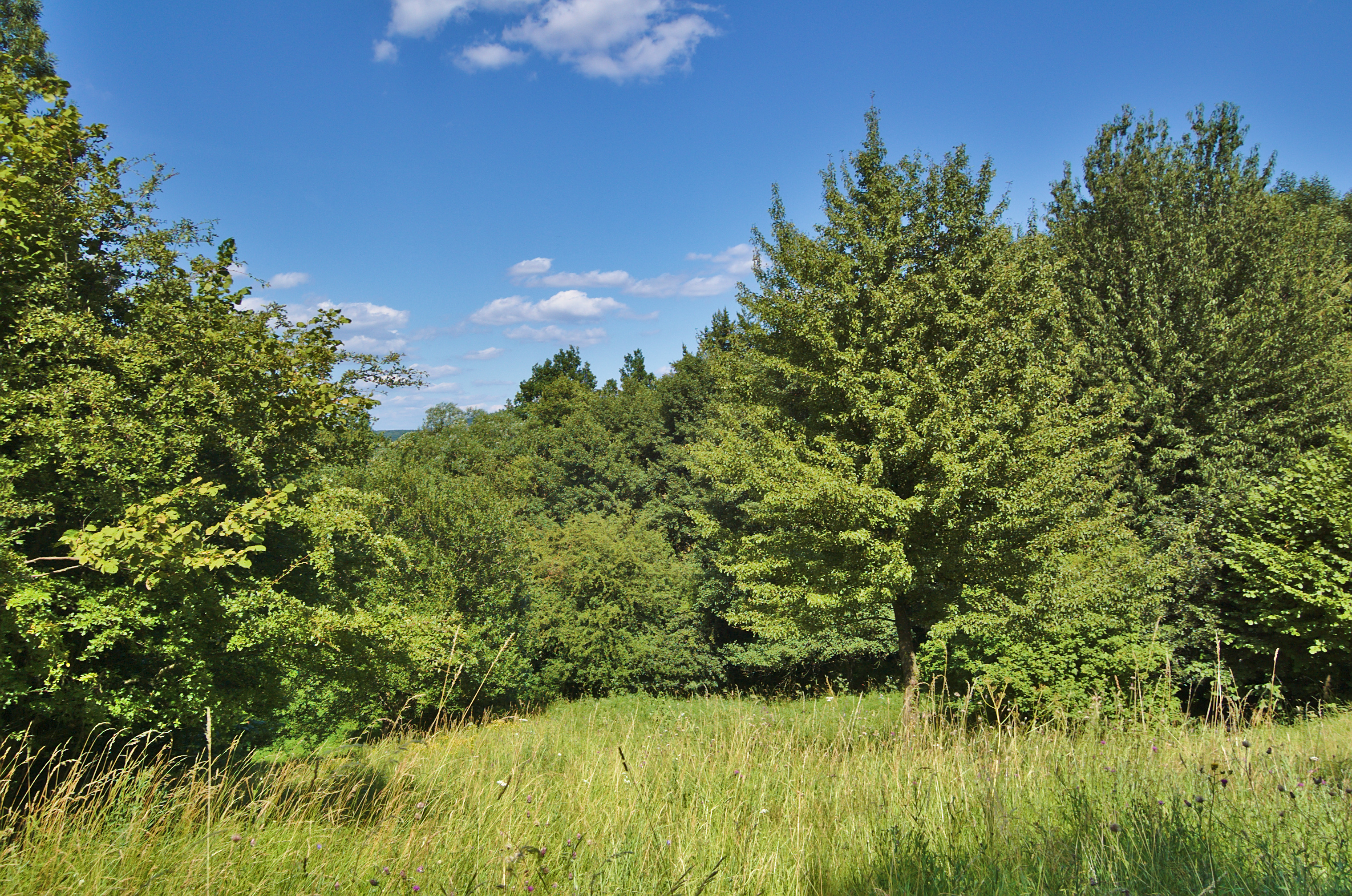
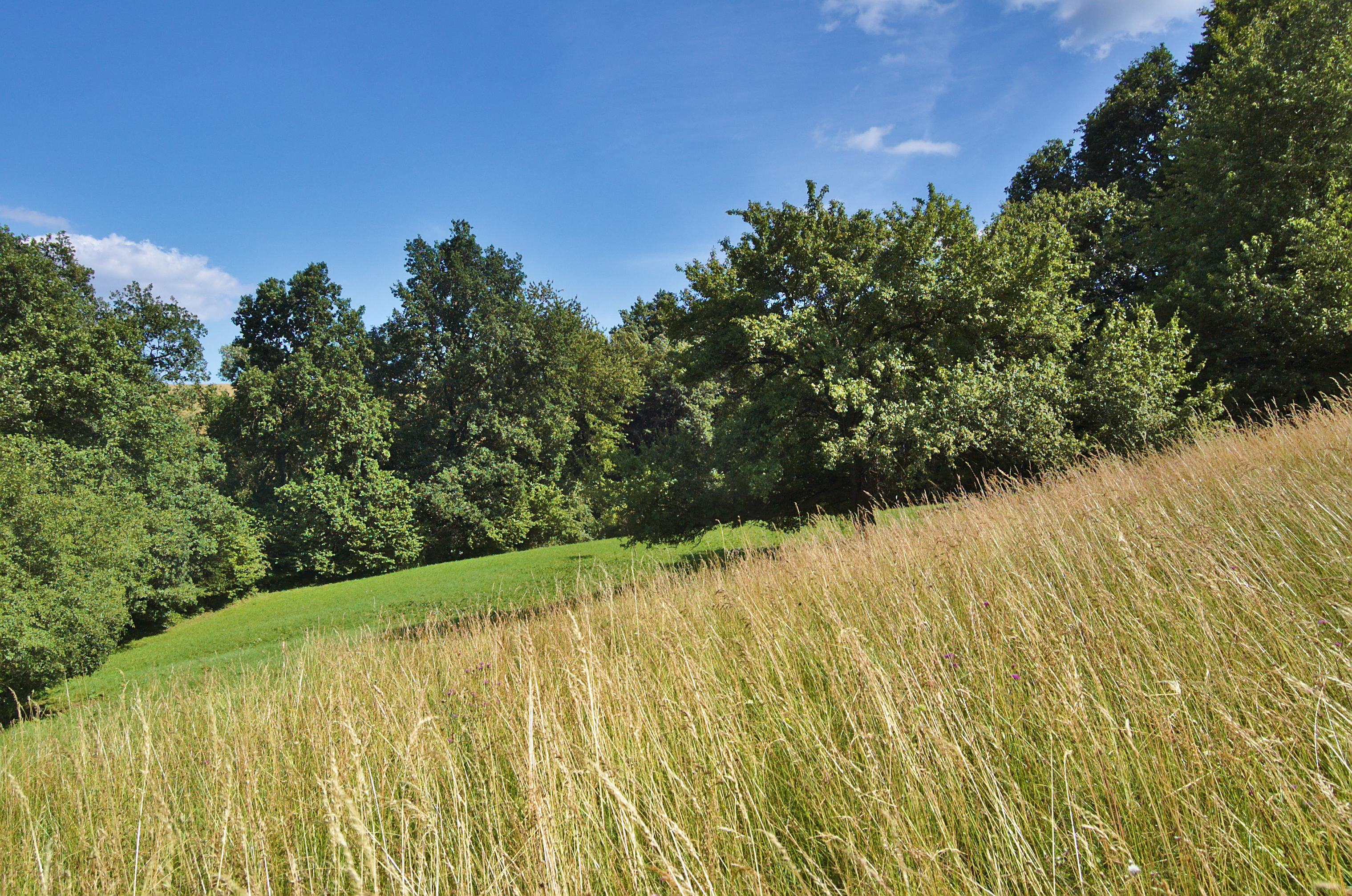
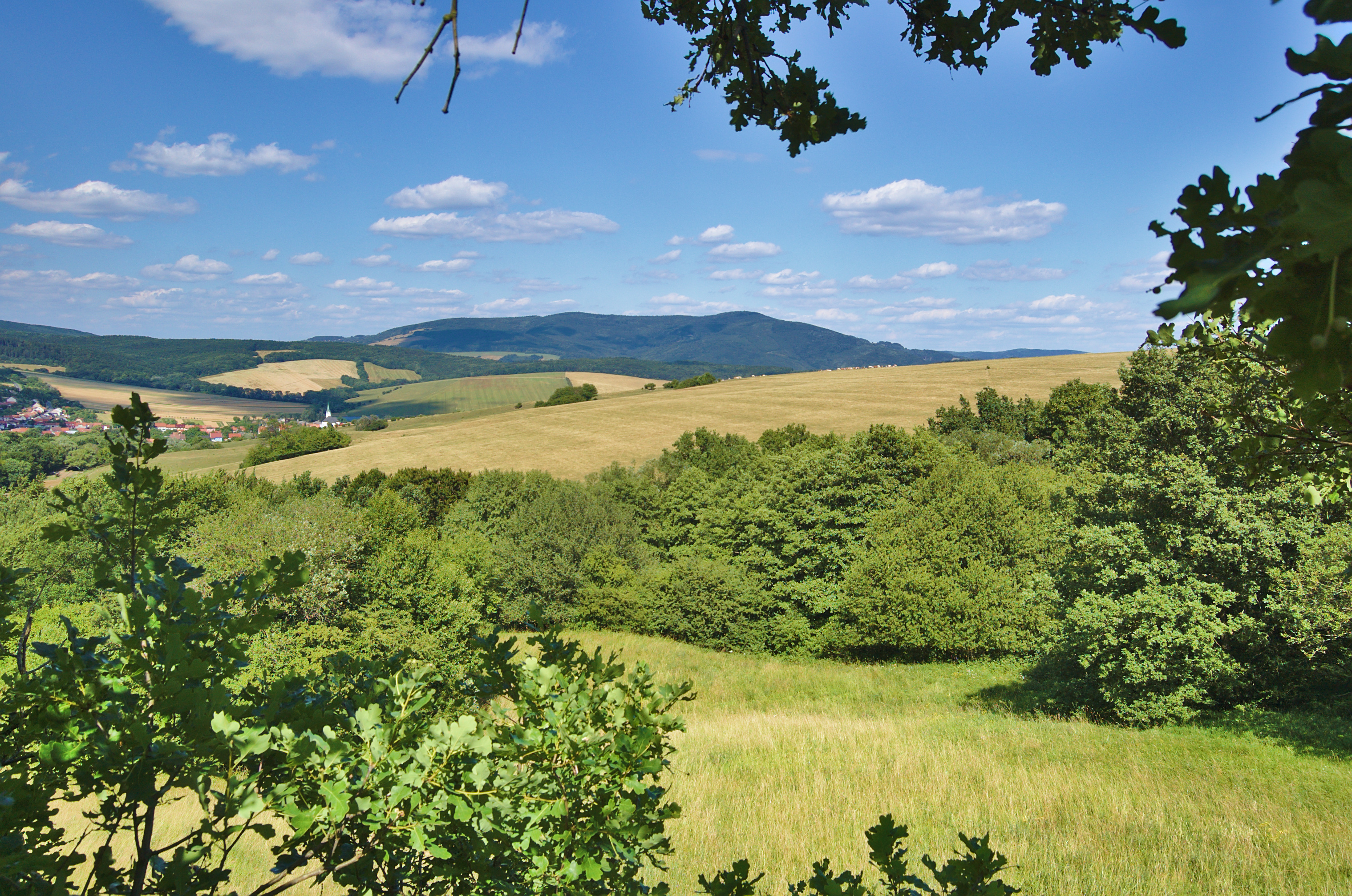
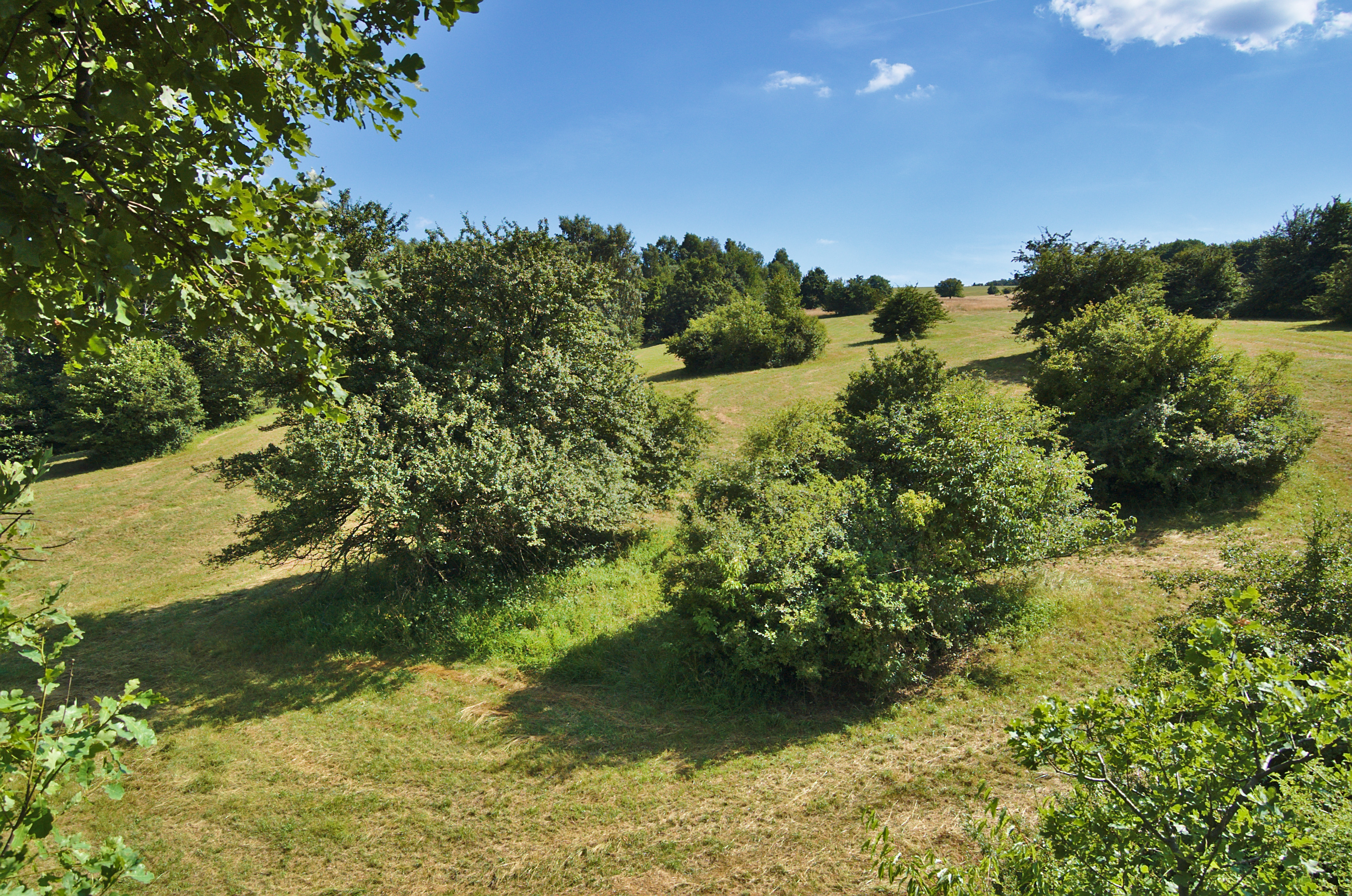
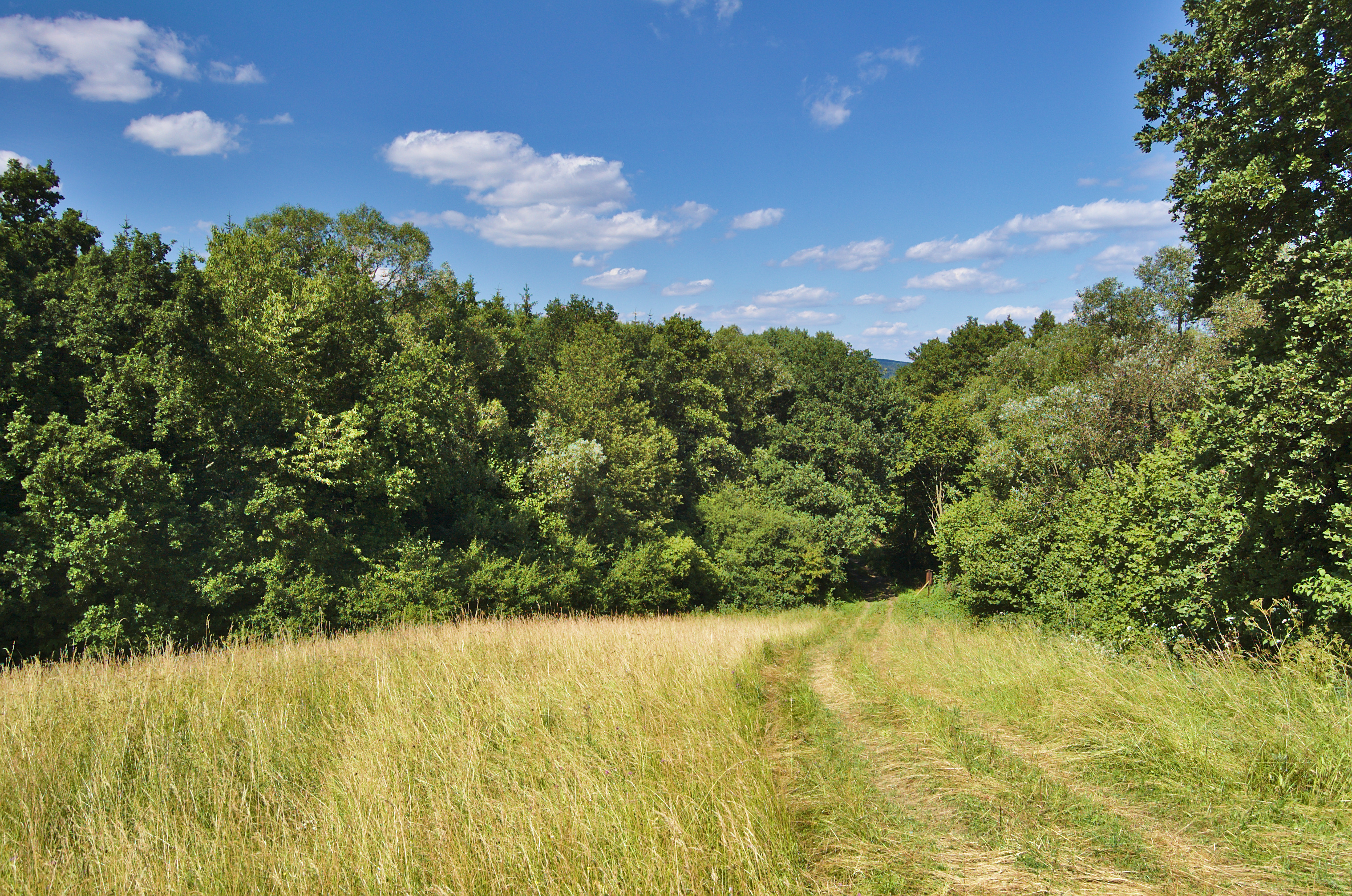